# Francisco Solano (Brasil)
Francisco Solano, conocido por varios nombres, como Francisco José Benjamim, Francisco Pedro Benjamim, Francisco Benjamin, Frai Benjamin, Frei Solano de la Piedad y Frai Francisco Solano (São João de Itaboraí, 10 de febrero de 1743-Río de Janeiro, 20 de diciembre de 1818) fue un pintor autodidacta y religioso brasileño.
Se tornó franciscano en 1779, ingresando al convento de São Boaventura en Santana do Macacu, en el estado de Río de Janeiro. 
Aproximadamente en 1790 elaboró pinturas para el convento de San Antonio en Río de Janeiro e ilustraciones para la obra Flora Fluminense, trabajo resultante del viaje de estudios botánicos realizada con fray José Mariano da Conceição Veloso.
Fue portero del convento de San Antonio y guardián del convento de Taubaté, en São Paulo. Volvió a Río de Janeiro al final de su vida y falleció en el convento de San Antonio. 